# Morzine
Morzine település Franciaországban, Haute-Savoie megyében. Lakosainak száma 2661 fő (2022. január 1.). Morzine La Côte-d’Arbroz, Essert-Romand, Les Gets, Montriond, Samoëns, Verchaix és Champéry községekkel határos.

## Népesség
A település népességének változása:
| Lakosok száma | 2882 | 2870 | 2827 | 2785 | 2743 | 2717 | 2690 | 2660 | 2661 |
|               | 2013 | 2015 | 2016 | 2017 | 2018 | 2019 | 2020 | 2021 | 2022 |